# Norske Jærhøns
Norske Jærhøns er en hønserace, der stammer fra Norge.
Hanen vejer 1,75-2 kg og hønen vejer 1,5-1,75 kg. De lægger hvide æg à 55-61 gram. Racen findes også i dværgform.

## Farvevariationer
- Gul brunstribet
- Brun gulstribet